# Кроунівська культура
Кроунівська культура — археологічна культура Приморського краю періоду залізної доби. Її походження невідоме й досі. Основним видом господарської діяльності даної культури було землеробство, а скотарство і полювання було розвинене в менших масштабах.

## Походження
Існують різні думки щодо походження Кроунівськоїй культури. Є припущення, що вона походить від Янковської археологічної культури. За іншими версіями, дана культура прийшла ззовні, сформувавшись з місцевого населення озера Ханка.

## Поширення
Перші пам'ятки Кроунівської культури були знайдені в околицях озера Ханка. Пізніше дана культура поширилася на басейни річок Роздольна і Артемівка, а наприкінці свого існування поширилася в Південно-східному Примор'ї.
Кроунівська культура майже повністю витіснила Янковську культуру, після цього остання залишилася тільки в частині Ханкайского району, від гирла річки Туманної до гирла річки Роздольної.
Також вважається, що племена воцзю в Китаї і окчо в Кореї належать до Кроунівської культури.

## Житла і селища
Поселення Кроунівської культури в основному були щільно розташовані в долинах річок. Чисельність населення поселень досягала 150—500 осіб, це були за тодішніми мірками досить великі селища.
Кроунівці першими почали будувати селища з вулицями. Всі попередні культури Примор'я будували будинки безладно або у формі кола.
Нині відомо близько 80 селищ Кроунівської культури в Примор'ї. До числа найбільш добре вивчених відносяться: Кроунівка-I в Уссурійському районі, Оленяр-I під Артемівкою, Київка в Лазовському районі та Семип'ятна в Ханкайському районі.
Як правило, селища розташовувалися в континентальних районах і долинах річок, рідко коли — біля морського узбережжя.
Найбільші селища розташовувалися в басейні річки Роздольна, їх розмір досягав 12 тисяч квадратних метрів. До числа таких селищ належали Кроунівка і Корсаковське-II.
Житла кроунівців були каркасними, розмір їх досягав 100 квадратних метрів, особливо в період розквіту культури. Житла будували з дерева, вони були чотирикутні, двері розташовувалася в одній з бічних стін. Як джерело тепла спочатку використовували вогнище, пізніше його облицьовували кам'яними плитами, найпізнішим варіантом вогнища був кан.

## Соціальна структура
У соціальній структурі Кроунівської культури важливе місце займав вождь. На відміну від попередніх культур Примор'я, які складалися переважно з общин, Кроунівська культура складалася з племен, на чолі яких був вождь.

## Господарство
На відміну від Янковської культури, у Кроунівській культурі в основному переважало землеробство. Також важливу роль почало відігравати скотарство, кроунівці розводили свиней, корів і коней. Полювання, як і раніше, відігравало важливу роль, особливо важливою було полювання на копитних тварин.
Залізних і бронзових виробів у кроунівців було мало, але більше, ніж у представників сусідніх племен. З часом з'явилися залізні списи, сокири, наконечники стріл і ножі.
Також дана культура мала промисловість, нехай і малорозвинену. У селищі Оленяче-I були знайдені виробничі майданчики, на яких виготовлялися керамічні світильники та заготовки кам'яних плит .
Посуд був більш примітивним, ніж Янковської культури. Глиняний посуд виготовляли без гончарного круга, тому стінки були товстими і майже без орнаменту. На останньому етапі існування Кроунівської культури в гончарстві почався занепад.

## Загибель
У III столітті н. е. Польцевська та Ольгинська культури почали міграцію з північного Примор'я в південне. У результаті їхньої експансії Кроунівська культура була остаточно витіснена.